# Liste der Biografien/Rodu
Liste der Biografien |
Portal Biografien |
Personensuche
# |
A |
B |
C |
D |
E |
F |
G |
H |
I |
J |
K |
L |
M |
N |
O |
P |
Q |
R |
S |
T |
U |
V |
W |
X |
Y |
Z |
?
 
Ra |
Rb |
Rd |
Re |
Rh |
Ri |
Rj |
Rk |
Rl |
Rm |
Rn |
Ro |
Rr |
Rs |
Rt |
Ru |
Rv |
Rw |
Rx |
Ry |
Rz
 
Roa |
Rob |
Roc |
Rod |
Roe |
Rof |
Rog |
Roh |
Roi |
Roj |
Rok |
Rol |
Rom |
Ron |
Roo |
Rop |
Roq |
Ror |
Ros |
Rot |
Rou |
Rov |
Row |
Rox |
Roy |
Roz 
 
Roda |
Rodb |
Rodd |
Rode |
Rodf |
Rodg |
Rodh |
Rodi |
Rodj |
Rodk |
Rodl |
Rodm |
Rodn |
Rodo |
Rodr |
Rods |
Rodt |
Rodu |
Rodw |
Rody |
Rodz
Die Liste der Biografien führt alle Personen auf, die in der deutschsprachigen Wikipedia einen Artikel haben. Dieses ist eine Teilliste mit 11 Einträgen von Personen, deren Namen mit den Buchstaben „Rodu“ beginnt.

## Rodu

### Rodui
- Roduit, Benjamin (* 1962), Schweizer Politiker (CVP)
- Roduit, Joseph (1939–2015), Schweizer Ordensgeistlicher und Abt der Territorialabtei Saint-Maurice
- Roduit, Sébastien (* 1977), Schweizer Basketballtrainer

### Rodul
- Rodulf, Anführer oder König der Heruler
- Rodulfus († 896), Graf im Vermandois
- Rodulfus Glaber, Mönch, Historiker und Hagiograph
- Rodulfus Tortarius, französischer Mönch, Gelehrter, Dichter

### Rodun
- Roduner, Markus (* 1967), Schweizer Übersetzer
- Roduner, Ruth (1921–2021), Tochter des Judenretters Paul Grüninger und Präsidentin der Paul Grüninger Stiftung
- Roduner, Stefan (* 1966), Schweizer Schriftsteller

### Rodus
- Rodust, Ulrike (* 1949), deutsche Politikerin (SPD), MdL, MdEP